# Tháp hình Vân Nam
Tháp hình Vân Nam (danh pháp khoa học: Orophea yunnanensis) là một loài thực vật thuộc họ Annonaceae. Đây là loài đặc hữu của Trung Quốc.